# Новосибирская духовная семинария
Новосибирская православная духовная семинария — высшее специальное учебное заведение Новосибирской епархии Русской православной церкви, готовящее священнослужителей.
Расположена в городе Обь, пригороде Новосибирска.

## История
История появления Новосибирской духовной семинарии тесно связана с Новосибирским Свято-Макарьевским православного богословским институтом (НСМПБИ), основанным в 1995 году. В 2007 году в НСМПБИ было открыто дневное отделение пастырского факультета с обучением по программе духовной семинарии.
Определением Священного синода РПЦ от 27 мая 2009 года дневное отделение пастырского факультета НСМПБИ преобразовано в Новосибирскую православную духовную семинарию. В том же году при семинарии был открыт сектор заочного обучения. Семинария разместилась в бывшем доме офицеров: «30-х годах прошлого столетия это было лётное училище — здесь учили, как тогда говорили, „сталинских соколов“. Потом летное училище переделали под гарнизонный Дом офицеров. В 90-е годы здание оказалось никому не нужным, им никто не занимался, в результате чего оно подверглось разграблению… А потом и вовсе произошёл пожар. Печальное было зрелище: обгоревшие стены, обшарпанная штукатурка».
Летом 2012 года состоялся первый выпуск семинарии.
26 августа 2020 года Учебный комитет Русской православной церкви, проведя общественную аккредитацию программ бакалавриата по направлению 48.03.01 Теология, и признал уровень деятельности семинарии соответствующим критериям и требованиям, предъявляемым к духовным образовательным организациям высшего образования.
12 октября 2022 года приказом Федеральной службы по надзору в сфере образования и науки Новосибирская духовная семинария получила приложение к лицензии на образовательную деятельность, позволяющее реализовывать программы дополнительного профессионального образования — программы повышения квалификации и переподготовки.

## Ректоры
- Тихон (Емельянов) (27 мая 2009 — 26 февраля 2019)
- Никодим (Чибисов) (26 февраля — 17 октября 2019)
- Протоиерей Павел Кизюн (с 17 октября 2019)